# Кряжли
Кряжли́ (рос. Кряжлы) — село у складі Сєверного району Оренбурзької області, Росія.

## Населення
Населення — 423 особи (2010; 579 у 2002).
Національний склад (станом на 2002 рік):
- татари — 99 %